# 羅馬尼亞太空總署
羅馬尼亞太空總署（羅馬尼亞語：Agenția Spațială Română，缩写：ROSA）是一個羅馬尼亞的公立機構，負責協調羅馬尼亞的國家太空技術研究計劃及與太空研究相關的活動。ROSA成立於1991年，隸屬於羅馬尼亞教育部。
ROSA 並非羅馬尼亞政府的代表，但 ROSA 與國際組織如歐洲太空局 或太空研究委員會（COSPAR）建立合作協議。ROSA 與外交部共同代表羅馬尼亞參加聯合國和平利用外層空間委員會（COPUOS）及其附屬委員會的會議。

## 歷史
羅馬尼亞航空領域有幾位著名的歷史人物，包括：
- 康拉德·哈斯（Conrad Haas），於1529年在錫比烏建造了帶有三角穩定器的多級火箭。
- 特拉揚·維亞（Traian Vuia），1906年設計並建造了第一架自主起飛的飛機。
- 亨利·康達（Henri Coandă），1910年設計並建造了第一架噴氣飛機。
- 赫爾曼·奧伯特（Hermann Oberth），太空火箭設計師，被譽為“太空導航之父”。
- 埃利·卡拉福利（Elie Carafoli），在空氣動力學和太空科學領域做出了貢獻，曾任國際宇航聯合會（IAF）主席。

羅馬尼亞擁有諸如Airstar、Avioane Craiova、Industria Aeronautică Română、Romaero和Societatea Pentru Exploatări Tehnice等具有悠久歷史的航空公司。該國目前生產二十種不同型號的飛機，基於國內和國際設計的結合。
該國在太空應用領域擁有豐富經驗，包括衛星通訊、遙感、地理信息系統（GIS）、全球信息、以及定位和導航系統。自1977年起，羅馬尼亞在Cheia運營一個Intelsat地面站，配備兩個32米的天線。 羅馬尼亞曾參與超過三十次科學技術太空任務，其中包括1981年杜米特魯·普魯納留（Dorin-Dumitru Prunariu）在《聯盟40號》（Soyuz 40）上的飛行，屬於《Interkosmos》計劃的一部分。
羅馬尼亞政府與私人企業共同支持這些太空活動，並為社會發展提供了重要且必要的元素。1992年，羅馬尼亞成為東歐國家中最早與歐洲太空局（ESA）簽署合作協議的國家之一，用於和平利用外層空間，隨後在2006年與ESA簽署了框架協議。羅馬尼亞通過共同研究者參與了多個ESA任務，如《赫歇爾太空望遠鏡》（Herschel）、《普朗克衛星》（Planck）、《太陽和日冕觀測衛星》（SOHO）和《蓋亞太空望遠鏡》（Gaia）。
自羅馬尼亞於2011年12月22日加入ESA以來，羅馬尼亞的研究人員現在有機會參與ESA的任務。自2004年起，Marius-Ioan Piso（1954年1月7日出生）擔任羅馬尼亞太空局的代理局長，並自2005年起擔任執行主任。 他曾參與了1991年羅馬尼亞太空局的建立。
羅馬尼亞的第一顆衛星《Goliat》於2012年2月13日從法屬圭亞那的庫頁島太空中心，搭乘歐洲《Vega》運載火箭首飛成功升空。

## ROSA組成部分
- 協調

ROSA協調羅馬尼亞國家太空活動的各個方面，確保不同利益相關者之間的協調和合作。
- STAR計畫

STAR（太空技術與先進研究）研究、開發和創新計畫 是羅馬尼亞教育部與青年與體育部共同推動的主要工具，旨在支持羅馬尼亞與ESA關於ESA公約接入的協議的實施。

## 國家和國際計畫中的活動

### 國家計畫
- 領導CD-I AEROSPACE國家計畫
- 領導CD-I SECURITY國家計畫
- CEEX（11個項目協調，7個項目作為合作夥伴）
- CORINT（3個項目協調）
- INFOSOC（2個項目協調，1個項目作為合作夥伴）
- AMTRANS（1個項目協調，1個項目作為合作夥伴）
- AGRAL（1個項目協調）
- RELANSIN（1個項目協調）
- PNCDI-I（10個項目協調，8個項目作為合作夥伴）
- PNCDI-II（10個項目協調，10個項目作為合作夥伴）

### 國際計畫
- 歐洲太空總署（ESA）（3個項目）
- 歐盟第六框架計劃CD-I（5個項目）
- 聯合國（UN）計劃（2個項目）
- 糧食和農業組織計劃（2個項目）
- PHARE計劃（1個項目）
- 雙邊和多邊合作（10個項目）
- 參與聯盟、網絡、技術平台

#### 國家和國際隸屬
- 太空機構論壇（1997年成立）
- COSPAR（科學國際委員會空間研究委員會）（1994年）— 羅馬尼亞秘書處
- 歐洲太空總署（ESA）— 羅馬尼亞代表（1993年至今）
- EURISY — 成員（2000年加入）
- 聯合國區域太空科學與技術網絡（1997年）

#### 主要國際協議
- ESA：歐洲合作國家 — 2006年及PECS 2007–2011.[14]
- 法國：與法國國家太空研究中心（CNES）的協議（2000年）— 專案；與CNES的協議（2004年）— COROT太空任務。
- 意大利：2003年與意大利國家研究委員會（CNR）簽署的科學合作協議。
- NASA：2000年5月簽署的理解協議。[15] 在國際空間站上的遠程醫療、農業和微重力實驗項目。
- NASA：國際空間站上Alpha磁譜儀（AMS）的娛樂。
- 阿塞拜疆：2003年與阿塞拜疆國家航空航天局簽署的合作協議。
- 保加利亞：1997年與保加利亞航天局簽署的探索和和平利用外層空間合作協議。
- 東方國家（保加利亞、捷克共和國、希臘、匈牙利、波蘭、斯洛伐克共和國、土耳其）對聯合國下屬的太空科學與技術研究和教育區域網絡的貢獻。
- 匈牙利：1998年與匈牙利太空局簽署的太空合作協議。
- 意大利：1998年與意大利航天局簽署的合作協議。

#### STS-133上的羅馬尼亞實驗
NASA的航天梭Discovery號的最後一次飛行 — NASA STS-133任務 — 運載了由羅馬尼亞太空科學研究所創建的一個實驗到國際空間站。
《Growth and Survival of Colored Fungi in Space (CFS-A)》是一個實驗，旨在研究微重力和宇宙輻射對有色真菌物種生長和存活的影響。
主要研究者：Dumitru Hasegan，羅馬尼亞太空科學研究所，布加勒斯特（ESA）。STS-133的發射於2011年2月24日舉行。

#### GOLIAT
Goliat是羅馬尼亞的第一顆人造微型衛星，於2012年2月13日發射升空。 它被選中作為歐洲Vega火箭首次商業運行的一部分進入軌道。
該系統是由ROSA與太空科學研究所、BITNET和ELPROF公司在2005年至2007年間合作開發和設計的。這顆微型衛星是一個邊長為10英寸（約25.4厘米）且重約一公斤的立方體。
Goliat任務是由國家科學探索局在國家卓越研究計劃下資助的，具有教育性質，是ROSA太空計劃中首顆發射的微型衛星。

#### RoBiSAT
RoBiSAT代表第二次羅馬尼亞人造奈米衛星任務。這個任務由兩顆CubeSat 2U型衛星組成，原計劃成為QB50星座的一部分。它們原定於2017年第二季度搭乘Cygnus CRS OA-7飛船送往國際空間站（ISS），但該任務無限期延期。
這兩顆奈米衛星，名為RoBiSAT 1和RoBiSAT 2，是在位於羅馬尼亞馬古雷萊的太空科學研究所建造的。

### 专业知识

#### 国家专业知识
国家属性：
- 在罗马尼亚政府的管理下行事 — [罗马尼亚教育和研究部] (1995)
- 向[太空分委员会]报告 — [罗马尼亚议会] (2007)
- 行政主席，安全研究跨部门委员会 (2004) 和跨机构 INSPIRE 专家组
- 跨机构合作：[罗马尼亚国防部], [罗马尼亚外交部], [罗马尼亚农业和农村发展部], [罗马尼亚内政部], [罗马尼亚情报服务]
- 国家研发计划的合同管理机构和项目管理单位，涵盖太空、航空和安全领域 (1995–2008)
- [国家应急委员会]组成部分 的存檔，存档日期2014-08-15. (2000)
- GRID信息基础设施的国家认证机构 (2006)
- 获得认证的安全和分类组织结构，授权建立面向罗马尼亚研发计划特定目标的研发中心

### 国际专业知识
国际属性：
ROSA是以下国际组织的罗马尼亚国家代表：
- 欧洲空间局（ESA） — 根据法律40/1993和01/2007 (1992–至今)
- 联合国 — 外空利用和平委员会（COPUOS） — 外交部授权 (1994–至今)
- 欧盟太空理事会/欧洲太空政策的顾问
- 欧盟 — 第六框架计划（FP6） — AEROSPACE PC (2001–2006)
- 欧盟 — 第七框架计划（FP7） — SPACE PC, SECURITY RESEARCH PC, TRANSPORTS PC（航空和伽利略）
- 欧盟 — GNSS监督机构（GSA），GMES咨询委员会（GAC） (2007)
- INSPIRE — 教育和研究部授权 (2005–至今)
- COSPAR — ICSU — 国家秘书处 (1994–至今)
- GEO — 主要代表
- 北约 — 科学委员会“和平与安全科学” (2004–至今)
- 北约 — RTO — 太空科技咨询小组（SSTAG） (2005–至今)
- 太空机构：NASA, CNES（法国航天局），俄罗斯ROSKOSMOS（协商），匈牙利，保加利亚，阿塞拜疆等等
- 双边协议 国际组织成员资格和/或国家代表: COSPAR, IAF, IAA, EURISY, ACARE, EREA, ASD, EDA, 其他
- 与研究机构的双边协议

##### 加入ESA
1992年，罗马尼亚与欧洲空间局（ESA）签署了首份协议，详见。随后，1999年，又签署了罗马尼亚与ESA关于和平探索和利用太空合作的协议。自2007年起，罗马尼亚作为欧洲合作国家（PECS），向ESA预算做出贡献，此身份由2007年第1号法律确认。
2011年12月22日，罗马尼亚成为欧洲空间局的第19个成员国。
在罗马尼亚加入欧洲空间局的过程中，一个重要步骤是对罗马尼亚相关实体（研究所、研究中心、工业公司和中小企业），特别是那些具备空间技术能力的实体进行技术审计。这次审计由欧洲空间局（ESA）负责，抽样了130个实体，其中50个进行了组织的技术访问和面谈。
成为欧洲空间局（ESA）的正式成员国地位使得罗马尼亚的组织机构能够像其他ESA国家一样，参与所有的ESA项目。这是一次重要的技术转移和高科技市场的开放。知识产权在国家层面上得到维护，对于国家能力的建立起到了重要作用。

### 研究

#### 罗马尼亚空间局研究中心（ROSA Research Center）
罗马尼亚空间局研究中心（ROSA Research Center，RRC）成立于1998年，作为罗马尼亚空间局的法律实体。RRC整合了所有研究能力并进行统一管理。在与CRUTA（罗马尼亚农业遥感应用中心）的合作方面迈出了重要的一步，CRUTA最初作为ISPIF（土地利用研究与开发研究所）的独立分支机构进行组织。此外，还与布加勒斯特的空间科学研究所签订了联合企业协议。自2001年以来，罗马尼亚教育与研究部将RRC选定为空间应用卓越中心。
自2006年起，罗马尼亚空间局代表罗马尼亚政府与欧洲空间局签署了PECS（欧洲合作国家计划）协议，进一步加强了双方的关系。
RRC（罗马尼亚空间局研究中心）发展的科学技术领域包括空间动力学，特别是小卫星和系留系统，磁流体和磁流体复合材料；地球观测（遥感）卫星数据的提取、处理、算法和软件开发，应用程序开发；空间信息系统集成，全球导航卫星系统以及用于风险管理和安全的空间技术。
RRC自2003年以来开发了多个研发项目，涉及国家战略和全球导航卫星系统（GNSS）技术发展。其中最近的一个项目，“GNSS-GALILEO的能力、基础设施和应用”，直接解决了通过基础设施开发在东欧地区扩展EGNOS（欧洲地区导航增强系统）的问题。

#### 研究活动的成果
罗马尼亚空间局（ROSA）并没有工业化和市场化的目标。研究成果主要用于开发系统和服务，专门服务于特定的受益者（信息系统、咨询、教育）：
- 卫星和惯性导航应用（航空航天和地理信息系统）的咨询服务
- 为农业补贴（农业部支付机构）LPIS（系统控制地块）实施的质量控制服务
- 单位/研究机构（中小企业）的信息系统咨询服务
- 遥感卫星和专门灾害监测的教育软件（欧洲空间局）
- 帕拉霍瓦SIPA地块的试验控制系统
- 通过卫星遥感为水、林业和环境部门提供地理信息服务
- 中小企业的卫星通信系统和数据通信服务
- 行业咨询服务（欧洲空间局）
- 纳米卫星GOLIAT的实验模型（原型）
- 军事技术学院的培训服务、研究和军民地理空间任务
- 环境应用的空间数据基础设施（WEATHER）
- 卫星导航的国家基础设施（中小企业）
- 用于UAV形成的演示模型
- 用于纳米卫星形成的演示模型
- 面向数值模拟气动学流场的专业软件（大学、中小企业）
- 在国家和国际项目中开展的活动

## ESERO Romania
在每年由ROSA组织的“罗马尼亚空间周”期间，于2014年5月12日至16日之间推出了ESERO Romania （页面存档备份，存于），这是罗马尼亚空间局与欧洲空间局（ESA）之间合作协议的结果，加入了现在在欧洲10个国家中存在的ESERO网络。
ESERO是欧洲空间局（ESA）发起的项目，旨在利用对太空的迷恋来支持欧洲小学和中学的STEM（科学、技术、工程和数学）科目的教学与学习。通过ESERO Romania，ROSA和ESA计划响应罗马尼亚特定的国家教育需求，并最终鼓励年轻一代选择从事与STEM相关的职业。

## 事件

### 2011年
GEOSS夏季學校：推進地球觀測數據理解危機管理和緊急響應，8月：羅馬尼亞太空局舉辦了GEOSS夏季學校的第三屆，該活動是支持地球觀測全球組織能力構建活動的一部分。該計劃專注於獲取有關當前遙感數據和圖像信息挖掘技術的知識，有助於預防、監測和評估自然和人為災害及危機情況的影響。
2011年國際宇航學院行星防禦會議：從威脅到行動，5月：國際宇航學院於2011年5月9日至12日在羅馬尼亞布加勒斯特舉辦了其第二屆有關防禦小行星撞擊的會議。此次會議由歐洲太空局和航空航天公司（Aerospace Corporation）共同贊助，是之前在2004年洛杉磯、2007年華盛頓特區和2009年格拉納達西班牙舉辦的三次行星防禦會議的延續。

### 2012年
PLEIADES：衛星成像的新維度，2012年10月：羅馬尼亞太空局（ROSA）與Astrium Geo-Services、布加勒斯特土地復垦與环境工程學院、布加勒斯特军事技术大学和Tradsym Consult共同组织了“PLEIADES: 衛星成像的新維度”活動。該活動展示了Pleiades-SPOT星座的特點，以及羅馬尼亞研究人員基於SpotImage-Astrium Geo-Services提供的圖像數據庫開發的應用程序。
2012年9月與科學羅馬尼亞人移民進行的探索性研討會，主題為“太空 — 科學、技術與應用”：此研討會與在國外工作的羅馬尼亞科學家合作，討論由科學和技術帶來的太空應用。該活動是“羅馬尼亞科學研究與高等教育中的侨民”活動的一部分。
2012年第1屆國際宇航學院空間系統作為關鍵基礎設施會議，9月：國際宇航學院（IAA）與羅馬尼亞太空局（ROSA）合作，由國際空間法學院（IISL）贊助，於2012年9月6日至7日在布加勒斯特舉辦了此次會議。
2012年GEOSS夏季學校 — 黑海海洋環境遙感，8月：羅馬尼亞太空局於2011年8月主辦了GEOSS夏季學校的第四屆，重點是遙感、地球觀測數據及未來遙感傳感器的使用，以監測海洋環境演變和衛星海洋學。
2012年5月GMES：東歐的新機會：羅馬尼亞太空局（ROSA），與歐洲太空局（ESA）和歐洲委員會（EC）合作，於2012年5月3日至4日舉辦了“GMES：東歐的新機會”會議。
2012年太空局警覺狀態意識研討會，4月：羅馬尼亞太空局（ROSA）與軍事技術研究機構合作，組織了一場關於太空警覺狀態意識的研討會，討論了ESA和北約的計劃，以及開發羅馬尼亞地面基礎設施觀測近地天體和太空碎片、羅馬尼亞的太空天氣貢獻以及用於災害管理應用的高性能計算移動裝置的可能性。

### 2013年
第29屆EUGridPMA會議，2013年9月：2013年9月9日至11日，羅馬尼亞太空局組織了歐洲網格政策管理機構（EUGridPMA）的第29次會議。歐洲網格政策管理機構是一個國際組織，負責協調歐洲e-Science的數字證書驗證，與亞太網格政策管理機構和美洲網格政策管理機構一起，形成國際網格信任聯合會。
2013年8月第2屆國際宇航學院空間系統作為關鍵基礎設施會議：2013年8月29日至30日，羅馬尼亞太空局（ROSA）與國際宇航學院（IAA）合作，於羅馬尼亞黑海的Mamaia市舉辦了第2屆空間系統作為關鍵基礎設施會議。該研討會旨在探索依賴衛星支持關鍵基礎設施的問題。
2013年6月「空間技術與高級研究（STAR）」計劃年度科學會議：2013年6月26日至27日，羅馬尼亞太空局，作為研究、發展和創新計劃「空間技術與高級研究」（STAR）的協調組織，舉辦了年度科學會議，旨在介紹在C1-2012項目競爭中資助的項目實施階段。
2013年4月ESA、ASTRIUM和Thales Alenia Space在布加勒斯特舉行的參與ARTES 14計劃的機會簡報會（高級電信系統的先進研究）：羅馬尼亞太空局舉辦了一場有關ESA計劃的簡報會，該會議專注於下一代Neosat平台的ARTES 14（高級電信系統的先進研究）。來自ESA及其主要承包商Astrium（歐洲航空航天防務和航空公司的子公司）和Thales Alenia Space的代表出席了此次活動。
2013年5月「歐洲地球監測計劃GMES — Copernicus：對東歐市民的好處」會議：羅馬尼亞太空局、歐洲太空局、歐盟委員會和Eurisy共同組織了第二屆GMES COPERNICUS會議，專注於東歐的歐盟成員國。會議於2013年5月21日至22日在布加勒斯特舉行。

### 2014年
年度科學會議 羅馬尼亞太空週：2014年5月12日至16日，羅馬尼亞太空局（ROSA）組織了2014年度科學會議「羅馬尼亞太空週」（RSW 2014）。此次活動旨在展示通過空間技術與高級研究計劃（STAR）資助的項目實施進展情況，該計劃旨在提升羅馬尼亞在歐洲太空局計劃中的工業競爭力。
2014年ESA–EUSC–JRC影像信息挖掘會議：哨兵時代，布加勒斯特，2014年3月：羅馬尼亞太空局（ROSA）和布加勒斯特理工大學（UPB）於2014年3月5日至7日舉辦了第九屆ESA–EUSC–JRC影像信息挖掘會議：哨兵時代。此次會議針對歐洲太空局、航空航天工業和研究中心、增值公司和服務提供商進行了組織。

### 2022年
ESA 2023–2025計劃：2022年9月14日，羅馬尼亞太空局（ROSA）在布加勒斯特布加勒斯特農業科學與獸醫學院（USAMV）舉辦了一場關於ESA 2023–2025計劃的信息會議，得到了羅馬尼亞研究、創新與數字化部的支持。

## 外部連結
- ROSA官方網站 （页面存档备份，存于） （羅馬尼亞語）
- ROSA Facebook專頁
- NASA官方網站 （页面存档备份，存于）
- ESA官方網站 （页面存档备份，存于）
- 羅馬尼亞科學院天文研究所 （页面存档备份，存于） （羅馬尼亞語和英語）
- ANCS （页面存档备份，存于） （羅馬尼亞語）
- 2011年5月9日至12日布加勒斯特行星防衛會議 （页面存档备份，存于）
- 羅馬尼亞加入ESA公約[] 的存檔，存档日期2012-01-15.